# Pfaffenberg (Zell im Wiesental)
Pfaffenberg ist der nordwestliche Ortsteil der Stadt Zell im Wiesental im Schwarzwald. Der rechtsseitig des Wiesentals gelegene Ort liegt rund 200 Meter höher als das Stadtzentrum von Zell, im sogenannten Zeller Bergland.

## Lage und Geografie
Pfaffenberg ist ein locker bebautes Haufendorf auf einer Hochfläche am Ostabhang des Zeller Blauen gelegen. Vom Stadtzentrum Zells liegt Pfaffenberg gut fünf Kilometer in nördliche Richtung entfernt. Hauptzufahrtsweg ist die Kreisstraße 6301, die in Atzenbach von der Bundesstraße abzweigt. Die Gemarkungsgröße Pfaffenbergs umfasst 381 Hektar, davon entfallen 148 Hektar als Waldfläche. Im Südwesten grenzt Pfaffenberg an Adelsberg, im Süden an die Gemarkungsfläche der Stadt Zell sowie auf einer kurzen Strecke an Atzenbach und im Osten an Mambach. Im Nordwesten grenzt Pfaffenberg an die Nachbargemeinden Fröhnd und Kleines Wiesental. Die Straßenverbindung zwischen Pfaffenberg und Adelsberg stellt einen Passübergang zwischen dem Großen Wiesental und Adelsberg dar. Die Passhöhe Zimmerplatz liegt auf 766 m ü. NHN.

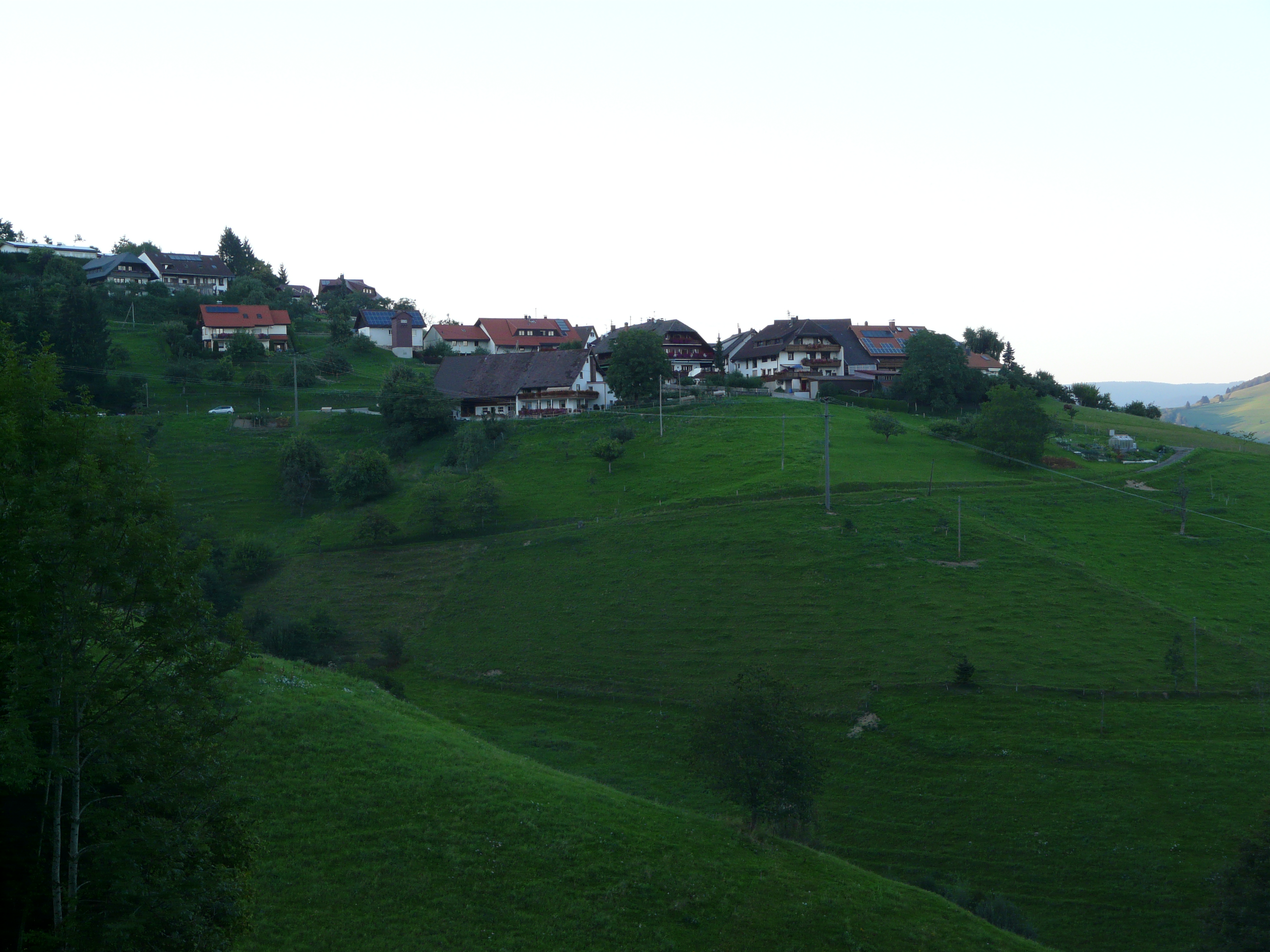
Dorfansicht von Südwesten

Neben dem Dorfkern gehörten zu Pfaffenberg die Weiler Helblingsmatt (659 m ü. NHN) südlich, der Biegmatthof (683 m ü. NHN) auf einem Bergsporn am Ortsabhang des Zeller Blauen, der Weiler Käsern (845 m ü. NHN) im Norden in einem Hochtal zwischen Bubshorn (1032,9 m ü. NHN) und dem Zeller Blauen. Der eingegangene Weiler Hellbühl bestand 1837 noch aus drei Gehöften. Der letzte brannte 1916 völlig ab.
Am Rande der Gemarkung Pfaffenberg vereinigen sich Biegenbach und Pfaffenbach und fließen als Pfaffenbach in die Wiese, wobei der Pfaffenbach die Grenze zur Gemeinde Fröhnd markiert.

## Geschichte

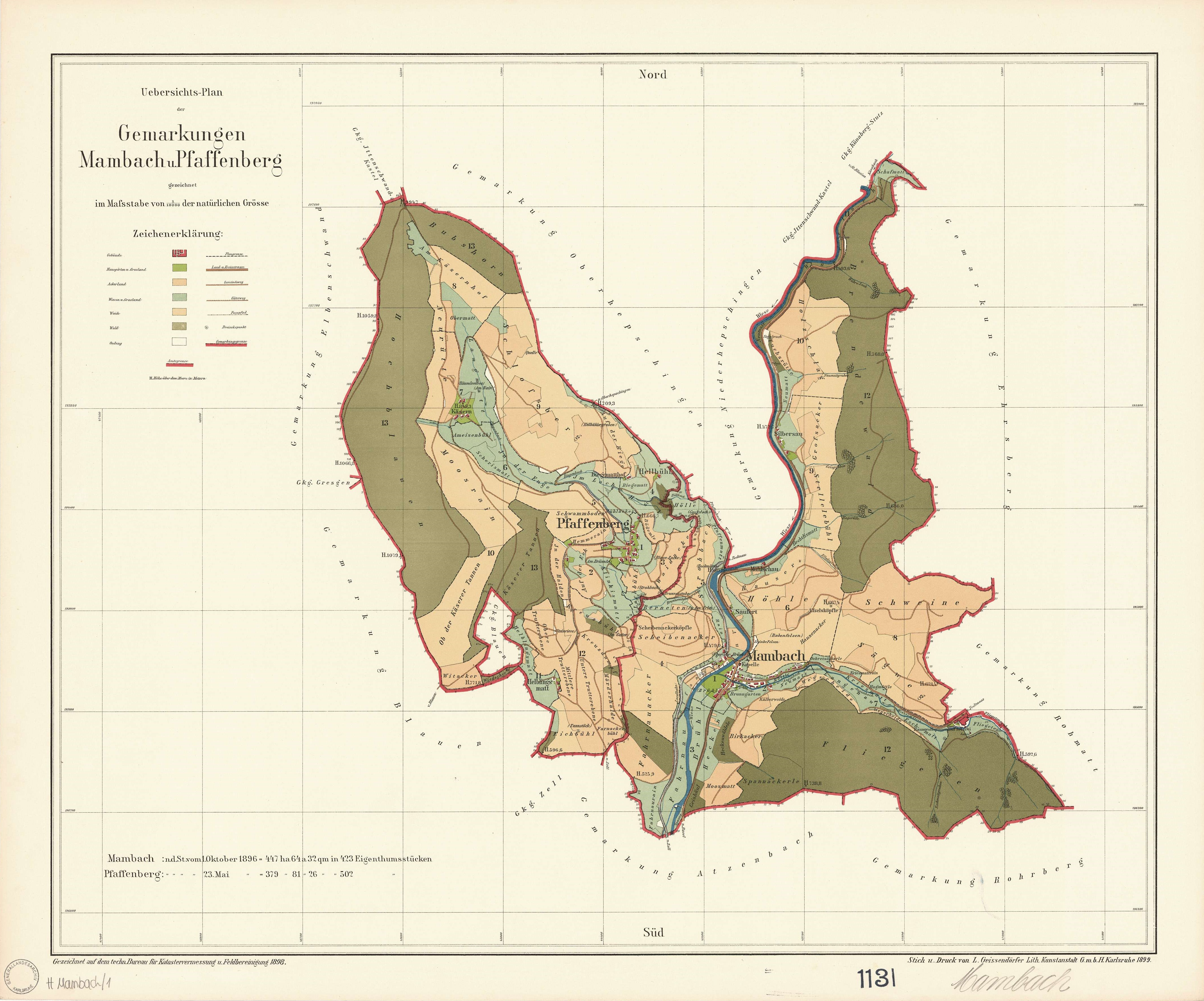
Karte von Pfaffenberg und Mambach (1896)

Die älteste urkundliche Erwähnung Pfaffenbergs stammt aus dem Jahr 1439. Eine frühere Bannbeschreibung von 1374 in Urbar des Klosters St. Blasien weist sogar auf einen früheren Bestand hin. Die Erwähnung weist auch bereits auf den Teilort Käsern hin:

„die vahent an by des pfaffenwäge (Mündung des Pfaffenbaches) und gang den Pfaffenbach unz und an den vockenbrunnen, von vockenbrunnen uff untz des keszeres hübhorn, von dem hünhorn die egg uff und an die schneeschlaipfi uff zu Käszeren“

Der Teilort Käsern wurde in einem Schönauer Fleckenrodel von 1294 erwähnt. Der Name weist auf die Käsezinsen hin, die abgelegene Orte anstatt anderer verderblicher Lebensmittel an das Kloster zu entrichten hatten.
1790 hatte Pfaffenberg neun Häuser, 70 Einwohner und neben einer eigenen Schule auch einen Stabhalter. 1850 kam es infolge von Bränden und Missernten zu Abwanderungen, so dass fünf Höfe verlassen wurde. Die Antoniuskapelle im Käsern-Hof ist damit auch in Abgang geraten.
Infolge der Gemeindegebietsreform wurde Pfaffenberg 1975 in die Stadt Zell eingegliedert.

## Politik

### Gemeinderat
Nach der Gemeindereform 1975 und der Eingliederung Pfaffenbergs zur Stadt Zell verfügt der Ort über einen eigenen Ortschaftsrat und einen Ortsvorsteher. Der Rat besteht aus sieben Mitgliedern, denen seit 2009 Harald Fritz vorsteht.

### Wappen
Die Blasonierung des Wappens lautet: „In Schwarz ein goldener Abtstab, beseitet von je einem goldenen Ring.“
Der Krummstab der Äbtissin von Säckingen und die zwei goldene Ringe aus dem Wappen der Freiherren von Schönau sind Hinweise auf die einstige Grundherrschaft.
Das Wappen von Pfaffenberg wurde auf Vorschlag des Generallandesarchives 1902 angenommen. 1938 wollten die Nationalsozialisten den Krummstab aus dem Wappen entfernen, was aber letztlich scheiterte.

## Bevölkerung und Religion

### Einwohnerentwicklung
Die Zahl der Einwohner Pfaffenbergs entwickelte sich wie folgt:
| Jahr | Einwohner |
| ---- | --------- |
| 1852 | 324       |
| 1871 | 247       |
| 1880 | 231       |
| 1890 | 211       |
| 1900 | 191       |
| 1910 | 167       |
| 1925 | 176       |

| Jahr | Einwohner |
| ---- | --------- |
| 1933 | 168       |
| 1939 | 153       |
| 1950 | 161       |
| 1956 | 167       |
| 1961 | 155       |
| 1970 | 153       |
| 2012 | 158       |

### Religion
Kirchlich war Pfaffenberg bis 1942 zu Zell im Wiesental integriert. Danach gehörte es zur Pfarrei Atzenbach. Der evangelische Teil ist zur Stadt Zell eingepfarrt.
Die Zugehörigkeit zu den Religionsgemeinschaften verteilte sich in der Vergangenheit wie folgt:
| Religionszugehörigkeit in Pfaffenberg | Religionszugehörigkeit in Pfaffenberg | Religionszugehörigkeit in Pfaffenberg | Religionszugehörigkeit in Pfaffenberg |
| Jahr                                  | Religion                              | Religion                              | Religion                              |
| ------------------------------------- | ------------------------------------- | ------------------------------------- | ------------------------------------- |
|                                       | evangelisch                           | katholisch                            | sonstige                              |
| 1858                                  | 0,0 %                                 | 100,0 %                               | 0,0 %                                 |
| 1925                                  | 1,7 %                                 | 98,3 %                                | 0,0 %                                 |
| 1950                                  | 6,2 %                                 | 90,1 %                                | 3,7 %                                 |
| 1961                                  | 1,9 %                                 | 88,4 %                                | 9,7 %                                 |
| 1970                                  | 2,0 %                                 | 94,1 %                                | 3,9 %                                 |

## Vereine
In Pfaffenberg gibt es drei Vereinsgruppierungen. Der jüngste Verein ist ein Frauen-Yoga-Gruppe, die sich regelmäßig im Gemeindesaal treffen.
Die Freiwillige Feuerwehr Pfaffenberg gründete sich nach dem großen Brandunglück 1848. Nach dem Zweiten Weltkrieg wurde 1945 offiziell die Freiwillige Feuerwehr Pfaffenberg gegründet. 1985 wurde ein neues Feuerwehrhaus an der Stelle des abgerissenen alten Schul- und Rathauses errichtet.
Am 1. April 1950 wurde der Gesangverein Pfaffenberg gegründet. Der Verein hat 23 Sänger und 250 Passivmitglieder.

## Persönlichkeiten
Der Erzbischof von Freiburg (1920–1931) Karl Fritz wuchs ab 1873 in Pfaffenberg auf.
Der Stadtammann von Rheinfelden und Mitglied des Grossen Rates des Kantons Aargau, Franz Joseph Dietschy (1770–1842) wurde in Pfaffenberg geboren.